# Okręg Sartène
Okręg Sartène (fr. Arrondissement de Sartène) – okręg Francji na Korsyce. Populacja wynosi 36 800.

## Podział administracyjny
W skład okręgu wchodzą następujące kantony:
- Bonifacio,
- Figari,
- Levie,
- Olmeto,
- Petreto-Bicchisano,
- Porto-Vecchio,
- Sartène,
- Tallano-Scopamène.